# Polyphrades laticollis
Polyphrades laticollis är en skalbaggsart som beskrevs av Olof Immanuel von Fåhraeus 1840. Polyphrades laticollis ingår i släktet Polyphrades, och familjen vivlar. Inga underarter finns listade i Catalogue of Life.